# Кабесуела-дель-Вальє
Кабесуела-дель-Вальє (ісп. Cabezuela del Valle) — муніципалітет в Іспанії, у складі автономної спільноти Естремадура, у провінції Касерес. Населення — 2255 осіб (2010).
Муніципалітет розташований на відстані близько 180 км на захід від Мадрида, 95 км на північний схід від Касереса.

## Демографія
Динаміка населення (INE ):